# Лухманов, Дмитрий Афанасьевич

Фотография
1945 года

Дми́трий Афана́сьевич Лухма́нов (25 августа 1867—18 июня 1946) — русский и советский мореплаватель, Капитан морских парусных судов и речных судов, преподаватель морского дела, руководитель морских учебных заведений (Ленинград и Поти), Герой труда (1928), писатель-маринист и поэт, ученый. Сын писательницы Н. А. Лухмановой.

## Биография
До совершеннолетия носил фамилию Адамович — с генералом-майором Виктором Михайловичем Адамовичем (1824–1882) его мать, Н.Лухманова, жила в гражданском браке. По настоянию «отчима», а на самом деле — отца, обучался в 3-й Московской военной гимназии. Бросил гимназию — и в возрасте 15 лет поступил в Керченские мореходные классы. 
«Мой отчим хотел сделать из меня офицера, а моя мать — образованного человека. Желание матери более или менее исполнилось, хотя и не совсем обычным для русского интеллигента способом. Из желания отчима ничего не вышло. ...Я заявил отчиму, что ни военный мундир, ни офицерская карьера меня нисколько не соблазняют, что к кадетской муштре я чувствую органическое отвращение, а свое училище и всех “ведущих нас к познанию блага” глубоко ненавижу. В заключение я просил его взять меня из военной гимназии и позволить поступить в мореходные классы» (Д.А.Лухманов, «Жизнь моряка»)
Морскую практику он проходил на парусных судах и пароходах Черноморского торгового флота («Астрахань», «Вера», «Святой Николай», «Императрица Мария»).
Отлично закончив 3-й класс Керченских мореходных классов, он не был допущен к выпускным экзаменам на штурмана — по малолетству, и в 1884 году, не закончив учебу, поступил учеником без содержания на греческий пароход «Николаос Вальяно». 
Два года был матросом на иностранных судах, в том числе парусных — на итальянском бриге «Озама», на американской шхуне «Гарри Уайт», на американском барке «Самуэл Д. Карлтон» (на нем перешел из Бостона вокруг мыса Доброй Надежды в Сидней), а затем на австрийском полуклипере «Армида» перешел через Торресов пролив к острову Ява, а оттуда вокруг мыса Доброй Надежды – в Исландию. Обошел Европу, США, Австралию, Индонезию, Африку.  
По возвращении на Родину в 1886 году, продолжил учёбу в Петербургских мореходных классах, после окончания которых получил диплом штурмана каботажного плавания (через год сдал экзамен и на штурмана дальнего плавания). После чего работал на волжских и каспийских судах помощником капитана. Капитаном стал, лишь переехав на Дальний Восток, где в течение шести лет водил по рекам пароходы. 
Вернувшись в столицу, получил должность помощника начальника порта Петровск-на-Каспии (ныне город Махачкала). Лишь в 1908 году исполнилась давняя мечта Дмитрия Лухманова — он стал капитаном учебного парусного судна «Великая княжна Мария Николаевна», курсировавшего по Чёрному морю. 
С весны 1910 по февраль 1912 года — помощник начальника Мариупольского порта.  
Затем Д.Лухманов стал чиновником особых поручений при Управлении Доброфлота, четыре года провел в Гонконге, до 1917 года — морской агент Доброфлота в Нагасаки.
Во время Первой мировой и Гражданской войн вновь жил на Дальнем Востоке. В 1920 году вступил в коммунистическую партию.
В 1924 году назначен начальником Ленинградского морского техникума, созданного на базе оконченных им Петербургских мореходных классов. Командовал плаванием учебного парусника «Товарищ» в Аргентину.
В 1929 году Д.А. Лухманов защитил диссертацию «Проект парусно-моторного учебного корабля» и получил «Ллойдовский» диплом капитана дальнего плавания.
С 1933 года — директор Потийского морского техникума. В 1936 году капитаном парохода «Транссбалт» ходил в Испанию.
В 1937 году был арестован сын Дмитрия Афанасьевича — Николай, а затем он сам, его супруга Ольга Михайловна, сын — Владимир (Волик) Ошанин, дочь Ксения и ее муж, который в то время служил на Дальнем Востоке. Все они провели почти год в заключении. В ноябре 1938 года наркомом внутренних дел был назначен Л.Берия, на некоторое время масштабы репрессий сократились. Д.А. Лухманова и членов его семьи освободили — кроме Николая Дмитриевича, который к тому времени был расстрелян.
Д.А. Лухманов вернулся к преподавательской деятельности, был капитан-навигатором морской инспекции Наркомата Морского флота СССР .
Был членом Одесского и Ленинградского Дома ученых.
Похоронен в Москве на Новодевичьем кладбище.

## Семья
Первая жена: Надежда (1872—1898)
- Дети: Борис (род. 1892), Нина (1891—1947)[3].

Вторая жена — Вера Николаевна де Лазари (1875—1970), сестра А. Н. де Лазари и К. Н. де Лазари. 
- Дочь — Ксения (1903—2001) была замужем за подводником, капитаном второго ранга Г. А. Гольдбергом, выпускником Ленинградского морского техникума. 
  - Внучки: Ксения Григорьевна Ямщикова (1930—2007), филолог; Вера Григорьевна Гольдберг (1939—2009), педагог.
- Сын — советский дипломат и сотрудник ГРУ, писатель Николай Дмитриевич Лухманов (1904—1938), чрезвычайный уполномоченный РСФСР при председателе Китайской Республики, заместитель начальника контрразведки Дальневосточного края. Был репрессирован. Реабилитирован в 1956 году.[5]  Его жена — Мира Симоновна Горелик (1910—1960), дочь Симона Зеликовича Горелика (1885—1939), в 1939 году остановившему эпидемию чумы в Москве, сестра радиофизика Г.С.Горелика, племянница литературного критика А. Лежнева (Горелика).
  - Внук  — Дмитрий Николаевич Лухманов (1930–2016), окончил школу юнг, два класса мореходного училища в Риге, офицерскую школу во Владимире, в 1962 году — МГУ, кандидат географических наук[6].

Третья жена — Ольга Михайловна Ошанина (урожд. Бибикова), внучка генерала И.Г. Бибикова. Сын — Владимир (1911—1987).

## Литературное творчество
1887 году в журнале «Русское судоходство» опубликованы первые рассказы Дмитрия Лухманова о море и моряках. Первая книга, «Морские рассказы», вышла в 1903 году. В 1911 году вышла книга стихотворений «На суше и в море». Уже в советское время опубликованы книги «Солёный ветер» (о годах службы матросом на иностранных судах), «Штурман дальнего плавания» (о взрослых годах автора), «20000 миль под парусами» (о плавании «Товарища»), «Жизнь моряка» (сборник автобиографических рассказов (Лениздат, 1985).

## Память
Имя Лухманова до 1996 года носил один из теплоходов ЧМП (26.12.1996 судно «Капитан Лухманов» было исключено из Морского регистра России).
Лухманов был прототипом капитана Лихтанова — главного героя повести И. А. Ефремова «Катти Сарк». Рассказы Лухманова и он сам упомянуты в романе В. П. Крапивина «Переулок Капитана Лухманова» (2013). Также Лухманов упоминается в мемуарах советского писателя, ученика ленинградкой Мореходки Юрия Клименченко «Корабль идёт дальше», и является прототипом Дмитрия Бармина — персонажа, действующего в романе этого же писателя «Штурман дальнего плавания».

## Награды
- До революции — ордена Святого Станислава 3 степени и Святой Анны 3 степени, медаль «За поход в Китай».
- В 1927 году присвоено звание Герой труда[8][9].
- Орден Трудового Красного Знамени.
- Медаль «За доблестный труд в Великой Отечественной войне 1941—1945».
- Значок «Почётный работник морского флота».